# Пермозер, Бальтазар
Бальтазар Пе́рмозер (нем. Balthasar Permoser; 13 августа 1651, Каммер близ Траунштайна, Бавария — 20 февраля 1732, Дрезден, Саксония) — немецкий архитектор и скульптор эпохи барокко. Один из создателей оригинального южно-немецкого, или саксонского, барочно-рокайльного стиля.

## Биография
Бальтазар Пермозер был сыном баварского крестьянина, учился ремеслу резчика по дереву и скульптора в Зальцбурге (Австрия) у Вольфа Вейсенкирхнера. В 1670 году был в Вене. Затем, в 1675 году, уехал в Италию. Работал подмастерьем в Риме, во Флоренции — помощником архитектора и скульптора Джованни Баттиста Фоджини. Примерами для него служили произведения выдающихся скульпторов эпохи барокко Джованни Лоренцо Бернини и Пьера Пюже.
В 1689 году курфюрст саксонский Иоганн Георг III назначил Пермозера придворным скульптором в Дрездене. Пермозер прибыл в столицу Саксонии в августе 1690 года. Здесь он создал свои лучшие произведения. При этом он неоднократно выезжал в Италию: в 1697—1698 и 1725 годах, а также в Зальцбург, Вену и Берлин.
Пермозер работал до глубокой старости. Он нашел своё последнее пристанище на Старом католическом кладбище на Фридрихштрассе в Дрездене. Незадолго до смерти он спроектировал свой надгробный памятник: группа фигур вокруг распятого Христа; слева Иосиф Аримафейский, Дева Мария и стоящая на коленях Мария Магдалина, справа — евангелист Иоанн.
Бальтазар Пермозер был учителем целого поколения саксонских скульпторов; Доминикус Молинг и Антон Карл Луплау принадлежат к числу художников, на которых он оказал значительное влияние.
В память скульптора улица в Каммере, где он родился, теперь называется Бальтазар-Пермозер-штрассе (Balthasar-Permoser-Straße).

## Работа в Цвингере
При курфюрсте Августе II Сильном с 1715 года в центре Дрездена развернулись работы по созданию резиденции, вошедшей в историю под названием «Цвингер». Курфюрст решил превратить старую крепость в роскошный дворец с парком, фонтанами и оранжереями. Архитектор Маттеус Даниель Пёппельман предложил проект, предполагающий перестройку старых крепостных стен в замкнутое каре: двухэтажную галерею с аркадами первого этажа, угловыми павильонами и прогулочной террасой с балюстрадой, вазонами и статуями верхнего яруса.
Скульптурное убранство создавал Бальтазар Пермозер с помощниками, среди которых выделялись Иоганн Беньямин Томе, Пауль Херманн, Иоганн Кристиан Кирхнер, Иоганн Маттеус Обершаль и Иоганн Иоахим Кречмар из Циттау. Около ста тридцати больших статуй из песчаника, изваянных Пермозером с помощниками, украшают постройки Цвингера. Основная особенность южно-немецкого, или саксонского, барокко — необычайная пышность и насыщенность декором архитектурных сооружений. Скульптура и рельефы, балюстры и вазоны, гирлянды и картуши плотно покрывают стены зданий, будто гроздьями свисают с карнизов и капителей.
Дрезден находился на перекрёстке «культурных дорог» между Италией, Австрией, Богемией и Францией. Он расположен примерно посередине «линии Берлин — Прага». В XVIII веке этот поликонфессиональный город с пёстрым в этническом отношении населением стал одним из главных центров европейского искусства. Не случайно его называли одновременно «Флоренцией на Эльбе» и «Вторым Парижем». Пышность Цвингера превосходит обычные свойства немецкого барокко. В «саксонском стиле», по определению В. Г. Власова, сплавились воедино элементы итальянского барокко, немецкого и австрийского ренессанс-маньеризма, элементы французского рококо и даже восточные влияния. Это «особенное соединение многих итальянских, французских и фламандских образцов».
Шедевром саксонского барочно-рокайльного стиля является маленький квадратный дворик в северо-западной, угловой части Цвингера: «Купальня нимф» (нем. Nymphenbad). Рустованные колонны, напоминающие итальянский «сельский стиль», водный каскад, изогнутые лестницы, статуи на балюстрадах, раковины, причудливые маскароны морских чудищ — всё это создаёт ощущение какого-то фантастического царства. В нишах находятся статуи морских нимф работы Пермозера. Созданные из песчаника, они отличаются не только барочной пышностью, но и маньеристичной, чувственной грацией на грани манерности. Пермозер «смело варьировал пропорции и движения фигур, придавая им гротескную выразительность, даже вычурность, но также — нежную красоту».
Пермозер любил работать в разных материалах и размерах — от больших статуй до миниатюрных статуэток из слоновой кости или терракотовых моделей для серебряного литья. Также известны восемь фигур, выполненных Пермозером из песчаника и украшавших поначалу дворец Фридрихсфельде, а затем его парк.

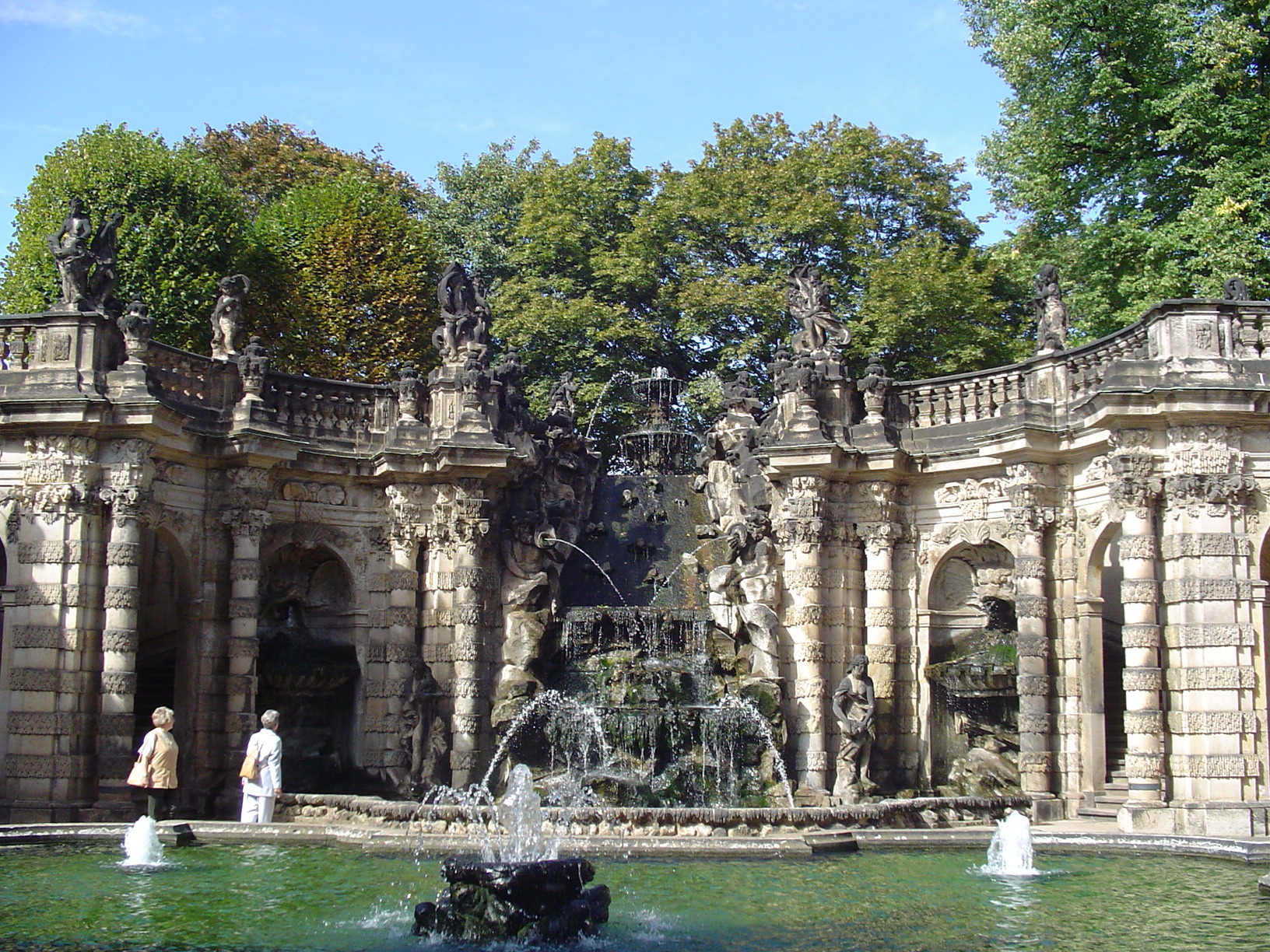
Купальня нимф в Цвингере. 1715—1718
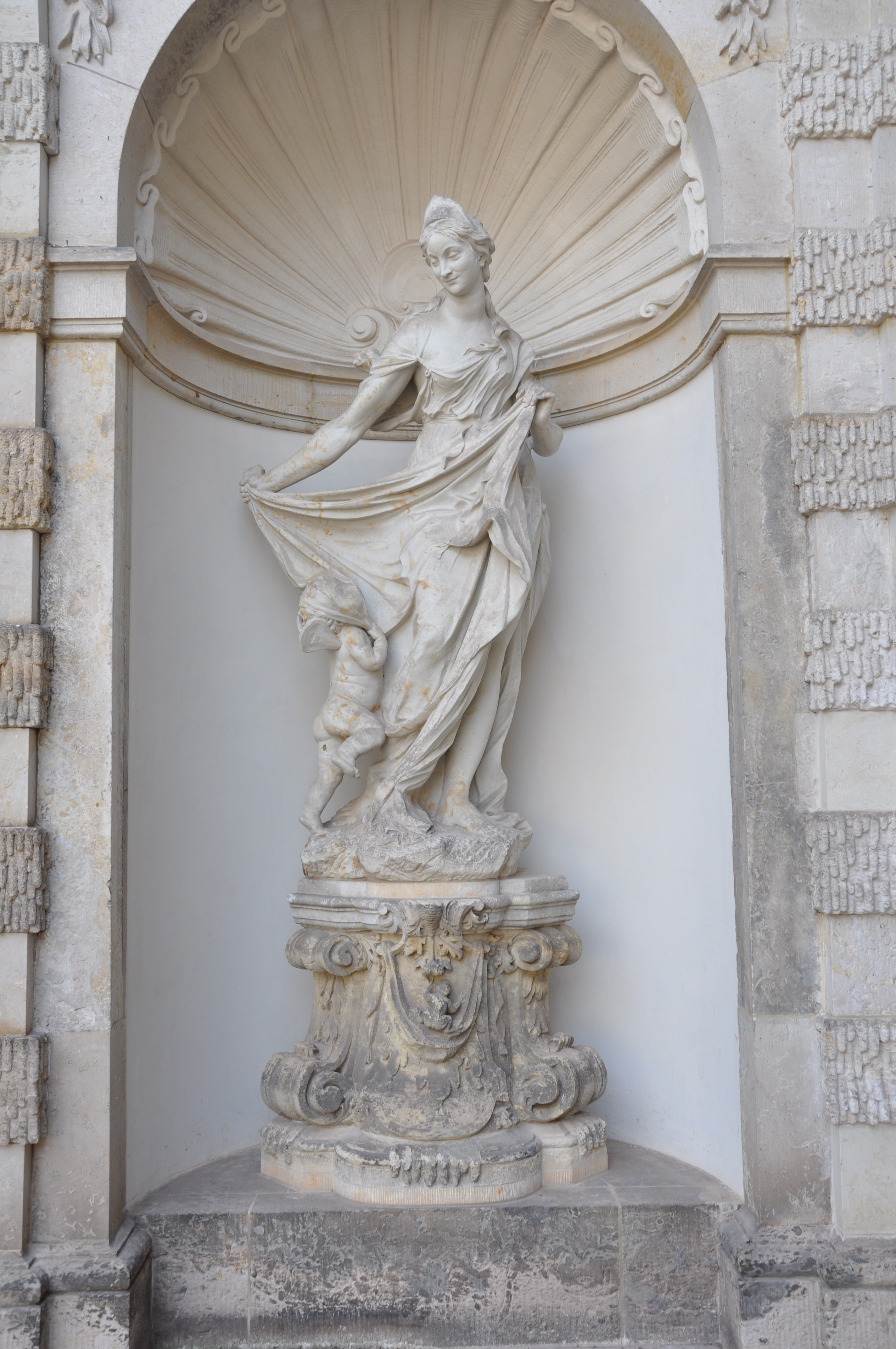
Нимфа. Купальня нимф
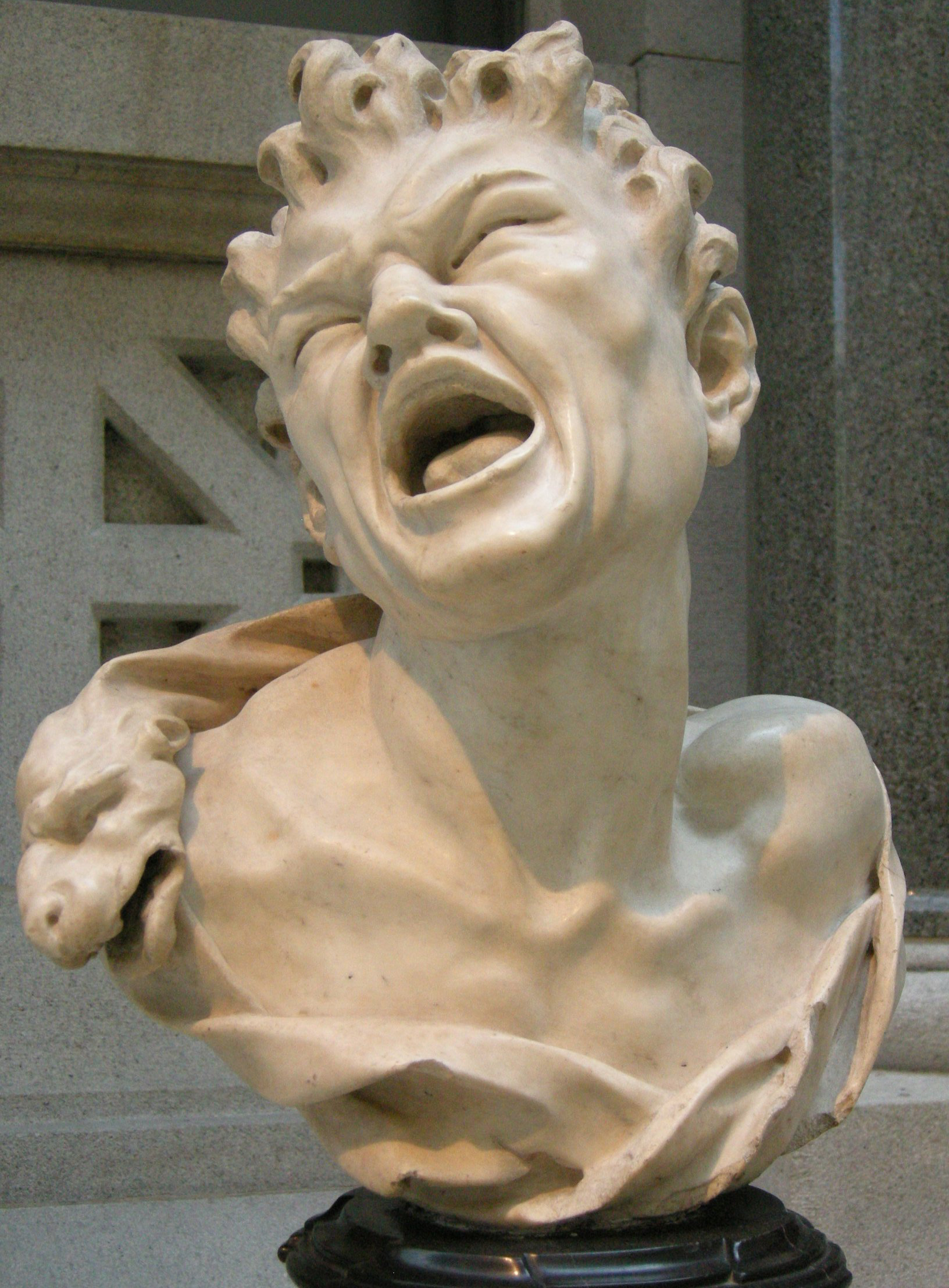
Марсий. Ок. 1680 г.
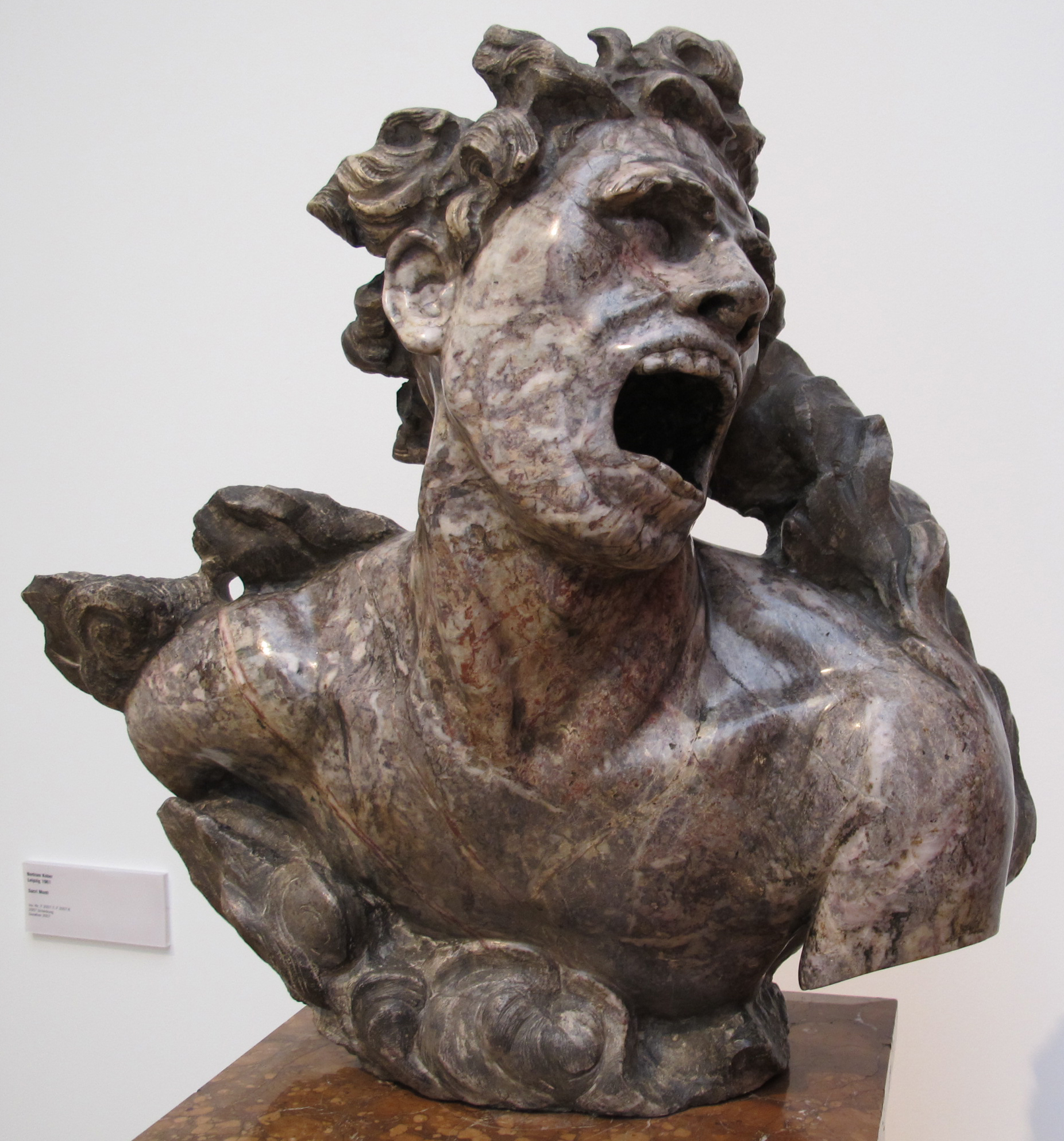
«Проклятие». 1725. Мрамор
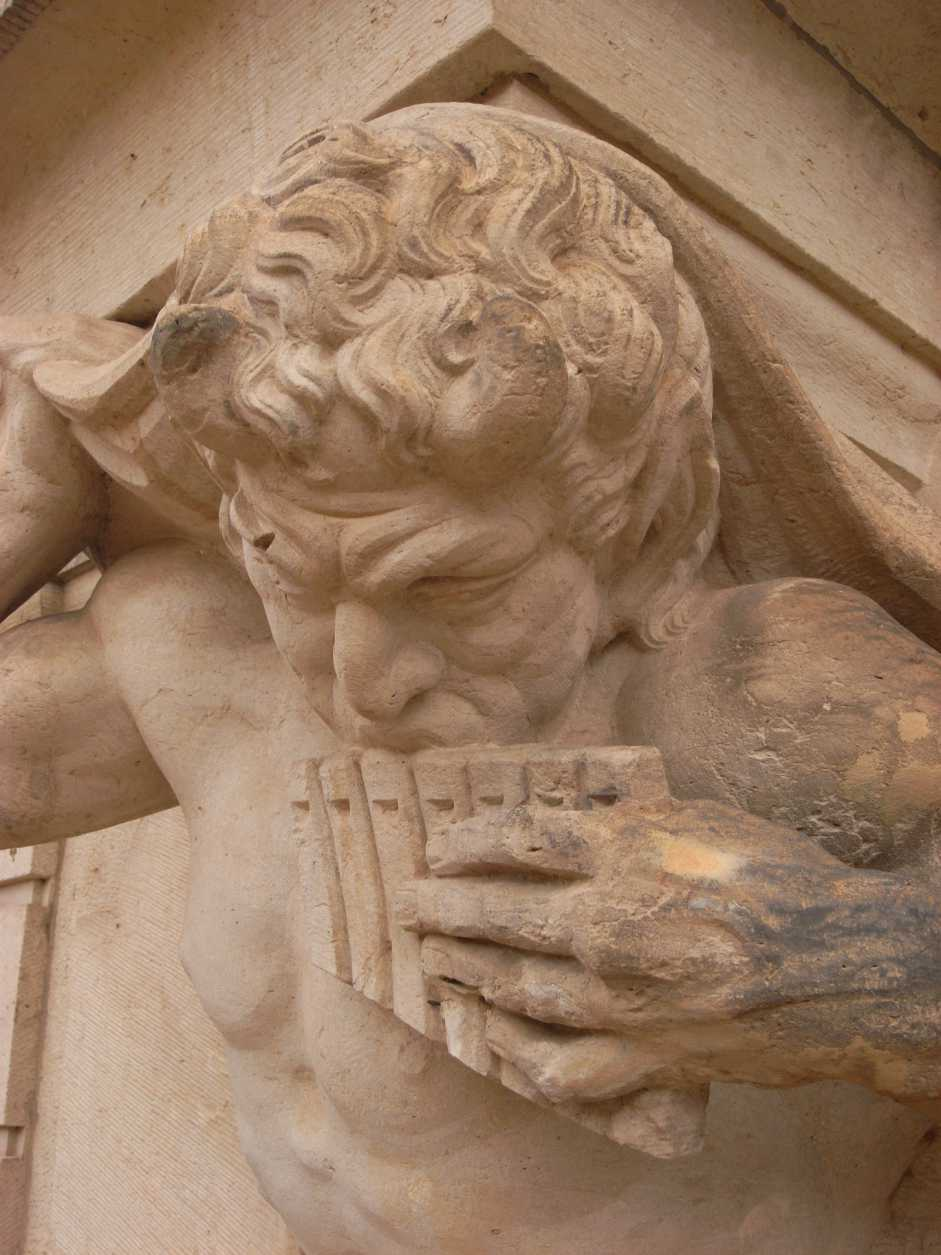
Фавн. Деталь консоли. Цвингер. Песчаник
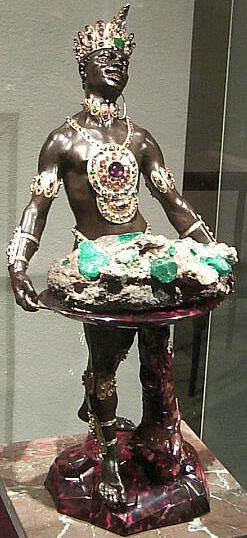
Мавр с изумрудным штуфом. В сотрудничестве с И. М. Динглингером. Грушевое дерево, драгоценные камни. Ок. 1724. «Зелёный свод», Дрезден
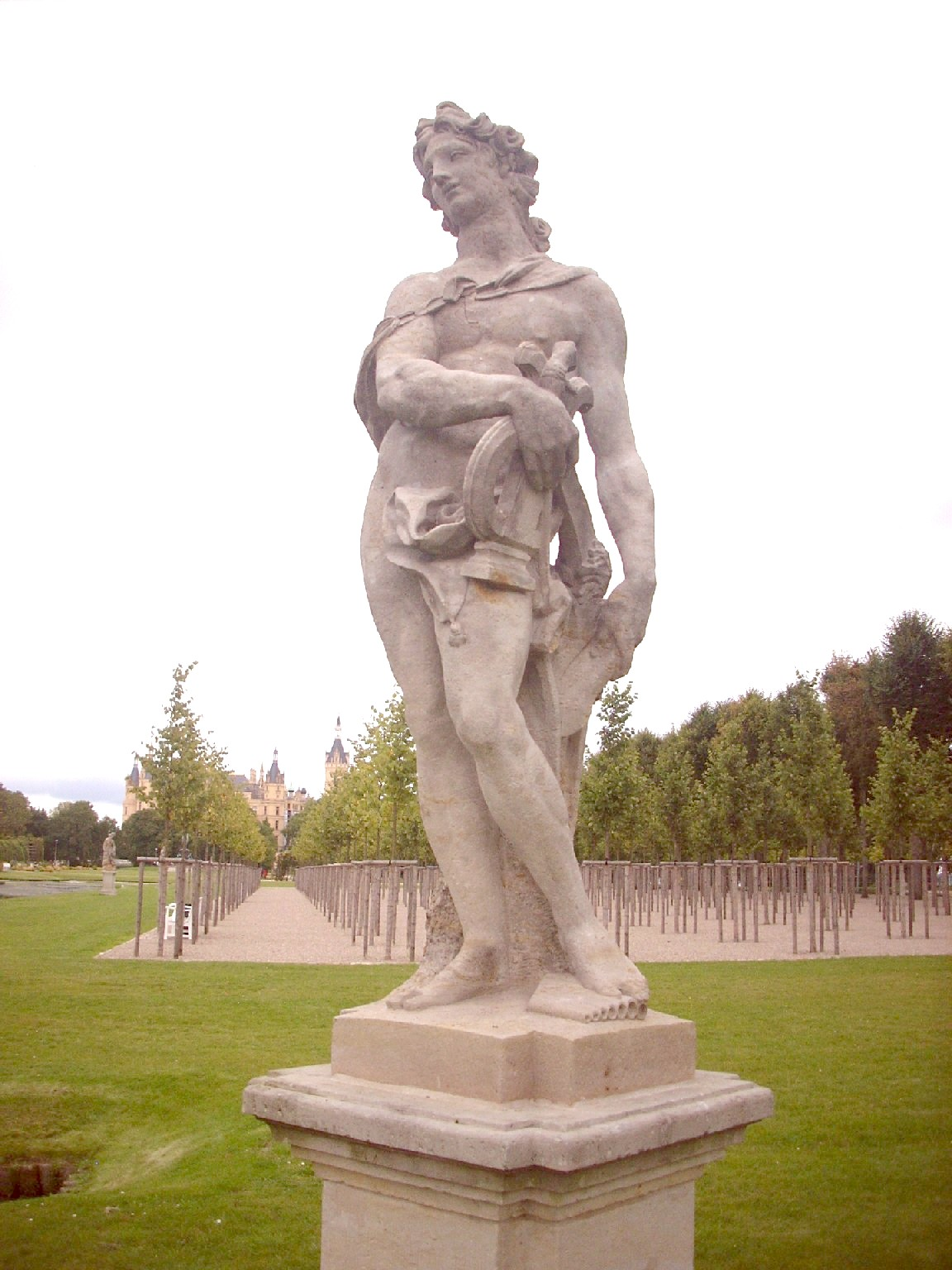
Аполлон с лирой в дворцовом саду. Шверин
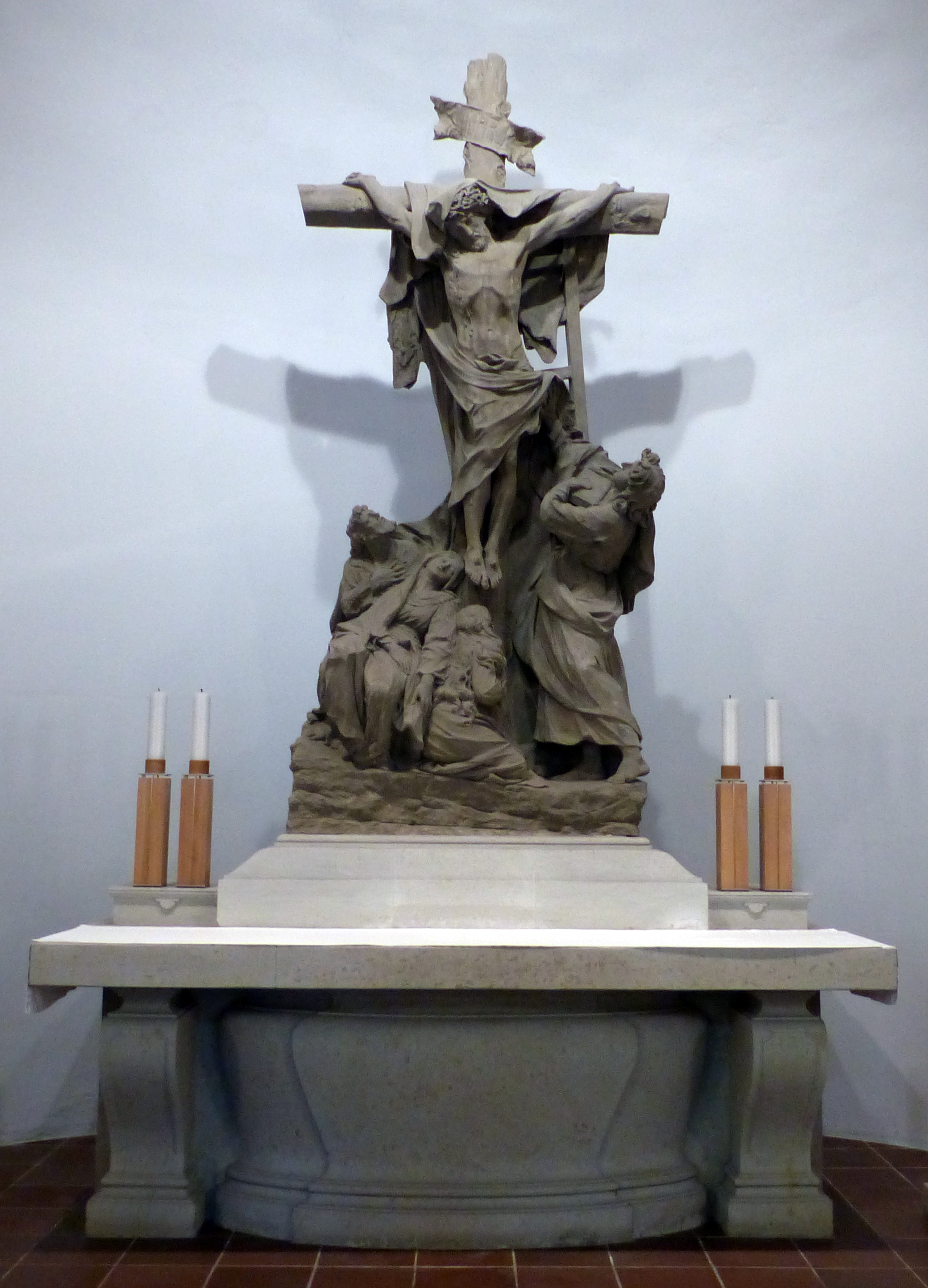
Надгробие Бальтазара Пермозера. 1732. Капелла Старого католического кладбища Дрезден
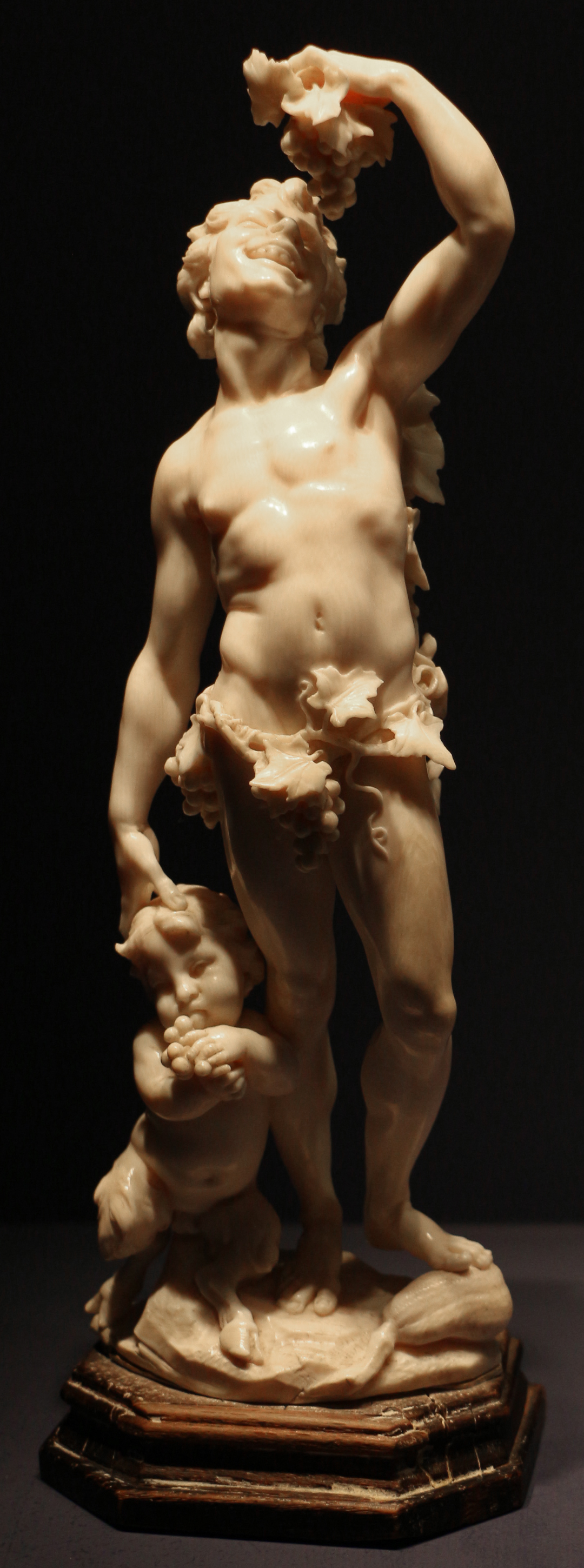
Осень. 1695. Слоновая кость